# L'éléphant s'évapore
 (janvier 2022).
Si vous disposez d'ouvrages ou d'articles de référence ou si vous connaissez des sites web de qualité traitant du thème abordé ici, merci de compléter l'article en donnant les références utiles à sa vérifiabilité et en les liant à la section « Notes et références ».
L'éléphant s'évapore (象の消滅, Zō no shōmetsu) est un recueil de nouvelles de l'écrivain japonais Haruki Murakami. La version française (éditée deux fois : en 1998 aux Éditions du Seuil, reprises dans divers recueils au Japon durant les décennies 1980 et 1990, puis rassemblées dans la compilation en anglais The Elephant Vanishes (1993), dont la version française suit le sommaire.
Murakami place ses personnages dans un Japon à la culture moderne et occidentalisée avec, en arrière-plan, l'amour et la nostalgie comme thèmes principaux. Les événements et les pensées les plus irréalistes et étonnants, souvent teintés d'humour, prennent une place prépondérante dans le développement de l'intrigue.

## Contenu
Le recueil compile 10 nouvelles
- Sommeil (眠り?, 1989)
- La chute de l'Empire romain, la révolte indienne de 1881, l'invasion de la Pologne par Hitler, et le monde des vents violents (ローマ帝国の崩壊・一八八一年のインディアン蜂起・ヒットラーのポーランド侵入・そして強風世界?, 1986)
- Les Lederhosen (レーダーホーゼン?, 1985)
- Les granges brûlées (納屋を焼く?, 1983)
- Le monstre vert (緑色の獣?, 1991)
- Family Affair (ファミリー・アフェア?, 1985)
- La fenêtre (窓?, 1991)
- TV People (TVピープル?, 1989)
- Un cargo pour la Chine (中国行きのスロウ・ボート?, 1980)
- Le nain qui danse (踊る小人?, 1984)
- La dernière pelouse de l'après-midi (午後の最後の芝生?, 1982)
- Le silence (沈黙?, 1991)
- L'éléphant s'évapore (象の消滅?, 1985)

La réédition de 2008 (Belfond) comporte ces nouvelles en plus:
- L'oiseau à ressort et les femmes du mardi (1994)
- La seconde attaque de la boulangerie (1985)
- Le communiqué du kangourou (1981)
- A propos de ma rencontre avec la fille 100% parfaite par un beau matin d'avril (1981)